# Cidariophanes triquetra
Cidariophanes triquetra är en fjärilsart som beskrevs av Frederick H. Rindge 1983. Cidariophanes triquetra ingår i släktet Cidariophanes och familjen mätare. Inga underarter finns listade i Catalogue of Life.